# Yūko Mochizuki
Yūko Mochizuki (望月優子, Mochizuki Yūko), née dans la préfecture de Kanagawa (Japon) le 28 janvier 1917 et morte le 1er décembre 1977, est une actrice et réalisatrice japonaise.

## Biographie
Yūko Mochizuki a tourné dans plus de 60 films entre 1950 et 1969,.

## Filmographie sélective

### Comme actrice
- 1950 : Yume o meshimase (夢を召しませ?) de Yūzō Kawashima
- 1950 : Tohu-bohu (てんやわんや, Ten'ya wan'ya?) de Minoru Shibuya

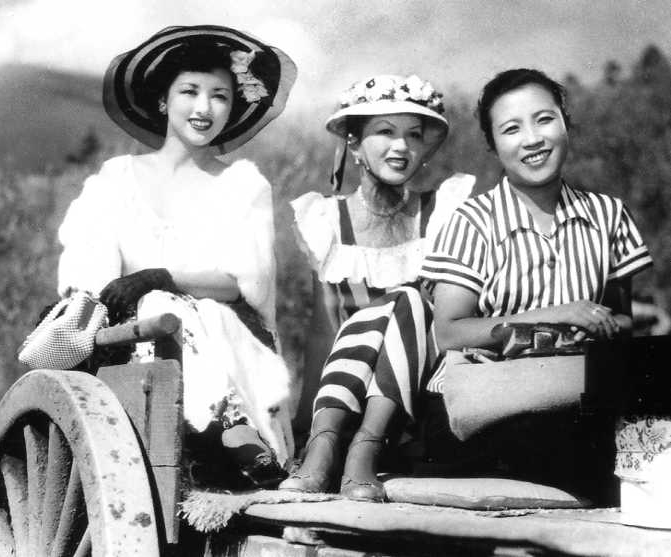
Hideko Takamine, Toshiko Kobayashi et Yūko Mochizuki dans Carmen revient au pays (1951).

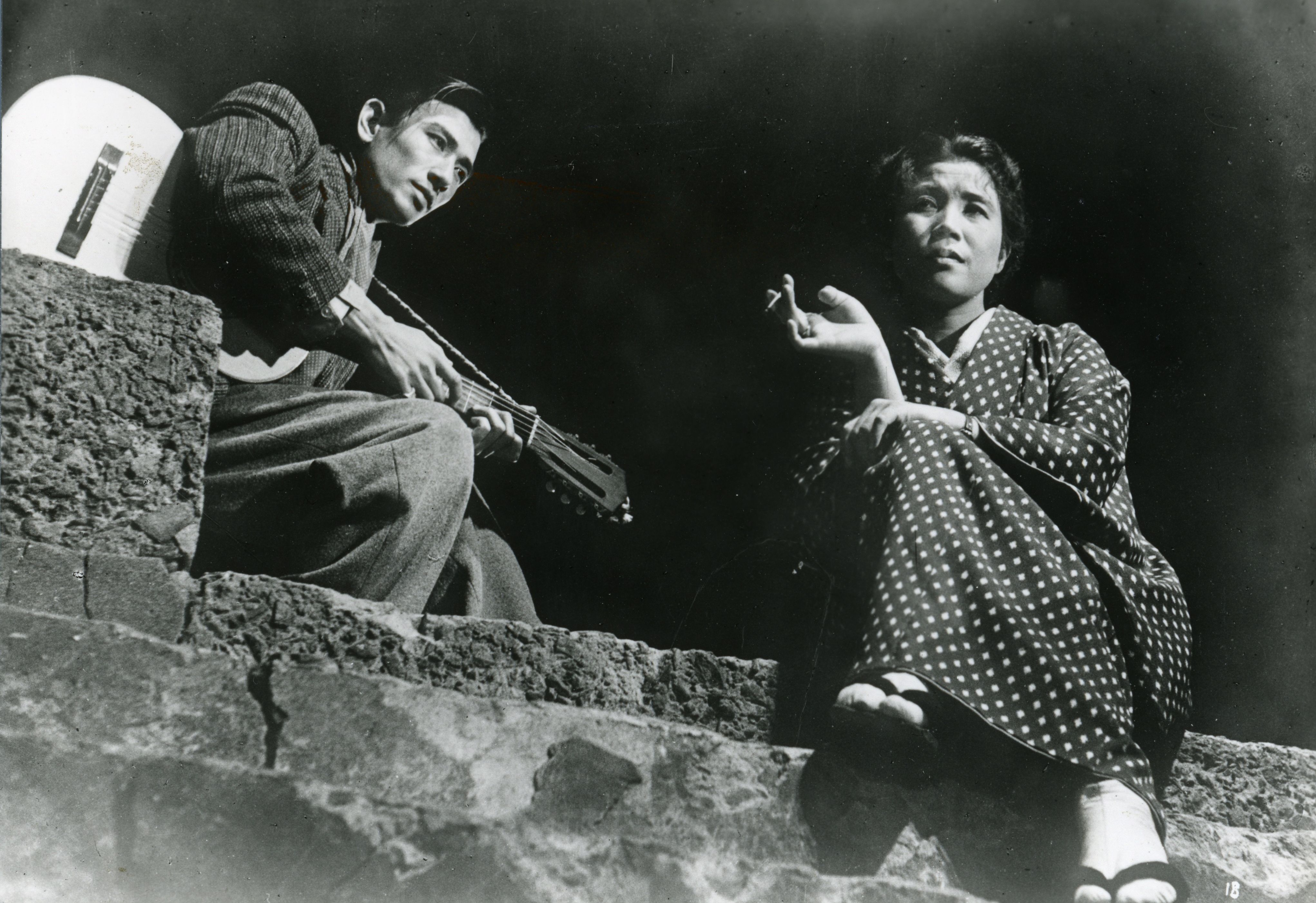
Keiji Sada et Yukō Mochizuki dans La Tragédie du Japon (1953).

- 1951 : Carmen revient au pays (カルメン故郷に帰る, Karumen kokyo ni kaeru?) de Keisuke Kinoshita : Yuki Aoyama, la sœur de Kin
- 1951 : L'École de la liberté (自由学校, Jiyū gakkō?) de Minoru Shibuya
- 1951 : Haha o shitaite (母を慕いて?) de Torajirō Saitō
- 1952 : Pas de consultations aujourd'hui (本日休診, Honitsu kyūshin?) de Minoru Shibuya : la femme yakuza
- 1952 : La Belle et le Voleur (美女と盗賊, Bijo to tozoku?) de Keigo Kimura : Kotora
- 1952 : Ceux d'aujourd'hui (現代人, Gendai-jin?) de Minoru Shibuya
- 1953 : La Tragédie du Japon (日本の悲劇, Nihon no Higeki?) de Keisuke Kinoshita : Haruko Inoue, la mère
- 1954 : Derniers Chrysanthèmes (晩菊, Bangiku?) de Mikio Naruse : Tomi
- 1954 : Trois amours (三つの愛, Mittsu no ai?) de Masaki Kobayashi : Fumie, mère d'Ikujiro
- 1957 : Gens de rizière (米, Kome?) de Tadashi Imai : Yone Yasuda, la mère de Chiyo
- 1957 : Unagitori (うなぎとり?) de Sotoji Kimura
- 1958 : La tristesse est aux femmes (悲しみは女だけに, Kanashimi wa onna dakeni?) de Kaneto Shindō : Kuniko
- 1958 : La Ballade de Narayama (楢山節考, Narayama-bushi-kou?) de Keisuke Kinoshita : Tamayan
- 1959 : Le Chant de la carriole (荷車の歌, Niguruma no uta?) de Satsuo Yamamoto
- 1959 : Une ville d'amour et d'espoir (愛と希望の街, Ai to kibo no machi?) de Nagisa Ōshima : Kuniko, la mère de Masao
- 1961 : Dernier Caprice (小早川家の秋, Kohayagawake no aki?) de Yasujirō Ozu
- 1964 : Kwaïdan (怪談, Kaidan?) de Masaki Kobayashi : la mère de Minokichi

### Comme réalisatrice
- 1960 : Umi o wataru yūjō (海を渡る友情?)
- 1962 : Onaji taiyō no moto de (おなじ太陽の下で?)[3] (moyen métrage)

## Récompenses et distinctions
- 1954 : Prix du film Mainichi de la meilleure actrice pour son interprétation dans La Tragédie du Japon[4]
- 1955 : Prix Blue Ribbon du meilleur second rôle féminin pour son interprétation dans Derniers Chrysanthèmes[5]
- 1958 : Prix Blue Ribbon de la meilleure actrice pour son interprétation dans Gens de rizière et Unagitori[6]